# Hugues Gall
Pour les articles homonymes, voir Gall.
Scènes principales
Grand Théâtre de Genève (1980-1995)
Opéra de Paris (1995-2004)
Hugues Gall est un directeur d'opéra français né le 18 mars 1940 à Honfleur (Calvados) et mort le 25 mai 2024 à Nice (Alpes-Maritimes). Il a notamment dirigé le Grand Théâtre de Genève et l’Opéra de Paris.

## Biographie

### Jeunesse et études
Hugues Randolph Gall naît le 18 mars 1940 à Honfleur dans le Calvados d'une mère infirmière, et d'un père ingénieur allemand ayant fui le nazisme. La famille s'installe à la fin de la guerre en Suisse, à Nyon puis à Lausanne, où il étudie le violon, le piano et le chant choral. Après son baccalauréat, il effectue ses classes d'hypokhâgne et de khâgne au lycée Lakanal de Sceaux. Ayant échoué au concours d'entrée de l'École normale supérieure de la rue d'Ulm, il intègre l'Institut d'études politiques de Paris où il a pour professeurs Jean Maheu, Jacques Rigaud, Alfred Grosser et Raymond Barre, parallèlement à des études de littérature allemande à la Sorbonne.

### Carrière ministérielle
Hugues Gall commence sa carrière en 1966 dans le cabinet d’Edgar Faure au ministère de l’Agriculture, où il est chargé de la protection des animaux, puis en 1968 au ministère de l’Éducation nationale. Dans ce second poste, il est chargé des enseignements artistiques. En collaboration avec Marcel Landowski, directeur de la musique au ministère de la Culture auprès d'André Malraux, il crée la filière musicale du baccalauréat et le département artistique de l’université de Vincennes. En 1969, il intègre le cabinet d’Edmond Michelet, ministre d'État chargé des Affaires culturelles.

### Carrière artistique
Nommé secrétaire général de la Réunion des théâtres lyriques nationaux la même année, Hugues Gall devient l’adjoint de Rolf Liebermann au théâtre national de l'Opéra de 1973 à 1980. Il est ensuite directeur du Grand Théâtre de Genève de 1980 à 1995, et enfin directeur de l’Opéra de Paris de 1995 à 2004. En tant que directeur de l'Opéra de Paris, son salaire s'élève à plus de 30 000 euros par mois ou près de 400 000 euros par an, auquel s'ajoute une indemnité défiscalisée annuelle de 280 000 euros,. En octobre 1996, il reçoit le prix Montaigne de la fondation Alfred Toepfer de Hambourg, doté de 140 000 francs et dont l'attribution suscite une polémique.
En novembre 1997, Hugues Gall licencie le danseur étoile Patrick Dupond pour « inexécution de certaines obligations de son contrat ». Le danseur accuse Hugues Gall de l'avoir placardisé. En réaction, Patrick Dupond attaque en justice la direction de l'Opéra et déclare au journal Libération : « C'est Gall qui doit partir ».
Son passage à la direction de l'Opéra de Paris est sévèrement jugé par le journal Le Monde qui qualifie de « ringards » les choix de Hugues Gall concernant la programmation. Pour protester contre les critiques du Monde, Hugues Gall fait retirer du journal la publicité de l'Opéra de Paris. Le bilan de Hugues Gall a été défendu par le journal Le Figaro qui publie : « Les petits marquis auront beau caqueter, en deux mandats de quatre ans, Hugues Gall, appelé par Jacques Toubon du Grand Théâtre de Genève à la tête de l'Opéra de Paris à partir de 1995, aura rempli son contrat. »

### Académie des beaux-arts et mandats institutionnels
Le 18 décembre 2002, Hugues Gall est élu membre de l’Académie des beaux-arts au fauteuil précédemment occupé par Daniel Wildenstein. De septembre 2004 à 2010, il est président du conseil d’administration de l’Institut pour le financement du cinéma et des industries culturelles (IFCIC). Il est, de 2005 à 2009, conseiller d’État en service extraordinaire ; vice-président de la fondation Noureev jusqu’en 2009, membre du conseil de la fondation d'entreprise de Veolia jusqu’en 2011 et membre de la Chambre professionnelle des directeurs d'opéra (CPDO). Il préside de 2002 à 2008 le jury du Concours international de chant de Toulouse. En mars 2008 il est élu, par ses confrères de l'Académie des beaux-arts, directeur de la fondation Claude-Monet à Giverny et il est reconduit à ce poste, pour une durée de 5 ans, en mars 2013.
Fin mars 2008, Hugues Gall est nommé président de la commission chargée de pourvoir le poste de directeur de la Villa Médicis à Rome. Cette commission (dite Commission Gall) est ainsi chargée d'établir les critères de recevabilité des candidatures en fonction des besoins de la Villa Médicis, puis d'auditionner les candidats correspondant à ces critères et proposer une liste de personnalités jugées aptes à la fonction.
La « Commission Gall » est composée de Paul Andreu, architecte, Edmonde Charles-Roux, écrivain, Patrice Chéreau, metteur en scène, Pascal Dusapin, compositeur, Marc Fumaroli, historien, Jean Guéguinou, ambassadeur de France, Maurice Quénet, recteur d'académie, Brigitte Lefèvre, directrice de la Danse à l'Opéra de Paris, et de Muriel Mayette, administratrice générale de la Comédie-Française. En mai 2008, des trois candidats retenus et présentés au choix du président de la République, c'est Frédéric Mitterrand qui est désigné directeur de l'Académie de France à Rome, ce qui marque dès lors la fin de la commission.
À partir de 2008, Hugues Gall siège au Conseil de l’ordre national de la Légion d'honneur et est président de l'Orchestre français des jeunes (OFJ), une institution créée en 1982, subventionnée par le ministère de la Culture et en résidence au Grand Théâtre de Provence à Aix-en-Provence.
Le 28 octobre 2010, il est nommé pour un mandat de cinq ans au titre des personnalités qualifiées choisies en raison de leur compétence en matière d'environnement et de développement durable au Conseil économique, social et environnemental (CESE). Il siège à la commission des Affaires étrangères et européennes.
Le 17 février 2010, Valéry Giscard d'Estaing annonce la participation d'Hugues Gall à la commission de réflexion sur l’avenir de l’hôtel de la Marine présidée par l'ancien président de la République. Cette commission réunit douze personnalités, membres de l’Institut de France, historiens, anciens ministres et patrons d’établissements culturels. Son rapport est remis au président de la République en juillet 2010, signant ainsi la dissolution de cette commission temporaire.
Hugues Gall est parallèlement membre de plusieurs conseils d’administration dont celui du Château de Fontainebleau, du musée national Jean-Jacques-Henner, des Académies d'été de Nice ou du musée des Impressionnismes Giverny. Il est également membre du conseil culturel de la Monnaie de Paris et du conseil de réflexion stratégique de la Réunion des musées nationaux.

### Mort
Hugues Gall meurt dans la nuit du 24 au 25 mai 2024 à Nice (Alpes-Maritimes) à l'âge de 84 ans. Son décès est annoncé par l'Académie des beaux-arts. Le président de la République Emmanuel Macron salue la mémoire « d’un grand serviteur de l’État, qui marqua de son empreinte presque cinquante ans de notre politique culturelle ».
Il résidait place Vauban dans le 7e arrondissement de Paris et avait pour voisins Jean Piat et Laurent Petitgirard.
Hugues Gall était marié au danseur et chorégraphe Éric Vu-An, décédé deux semaines après sa mort, le 8 juin 2024, d’une longue maladie. Ils sont tous deux inhumés à quelques jours d'intervalle au cimetière de Giverny (Eure).

## Distinctions
- Bourgeoisie d'honneur de la ville de Genève (1995)
- Lauréat du prix Montaigne (1996)
- Grande Médaille d'Honneur de la ville de Honfleur (1997)
- Lauréat du prix Grand Siècle Laurent-Perrier (1999)
- Lauréat de la médaille Beaumarchais de la SACD (2004)
- Commandeur de la Légion d'honneur
- Grand officier de l'ordre national du Mérite[16].
- Commandeur de l'ordre des Arts et des Lettres
- Commandeur de l'ordre des Palmes académiques
- Chevalier de l'ordre du Mérite agricole
- Croix de commandeur de l'ordre du Mérite
- Commandeur de l'ordre du Phénix
- Ordre de l'Amitié (2011)